# 13 de agosto
El 13 de agosto es el 225.º (ducentésimo vigesimoquinto) día del año del calendario gregoriano y el 226.º en los años bisiestos. Quedan 140 días para finalizar el año.

## Acontecimientos
- 3114 a. C.: fecha de comienzo del calendario maya (que fue creado posiblemente en el siglo VI a. C.).
- 554: Justiniano I, emperador de Bizancio, emite la Pragmática Sanción de Justiniano con la que intenta reorganizar Italia.
- 657: en Roma, Vitaliano es elegido papa.
- 1521: en Tenochtitlan se rinde Cuauhtémoc ante los españoles encabezados por Hernán Cortés. Este se autonombra gobernador y capitán general de Nueva España.
- 1659: España y Francia comienzan las negociaciones de Paz de los Pirineos.
- 1704: en la batalla de Blenheim, el duque de Marlborough (popularmente conocido en España como Mambrú) derrota a las tropas hispanofrancesas.
- 1713: Felipe V es reconocido como rey de España tras firmar con Saboya la paz durante la guerra de Sucesión Española.
- 1807: durante la tormentosa madrugada en la ciudad de Guadalajara México una imagen de la virgen del Rosario es alcanzada por un rayo por primera, siendo el segundo en la madrugada del 18 de agosto está sería conocida más tarde como la Virgen del Rayo
- 1846: en el marco de la Intervención estadounidense en México, la entonces ciudad mexicana de Los Ángeles es ocupada sin resistencia por fuerzas militares de Estados Unidos al mando de John C. Frémont y Robert F. Stockton, en un importante paso en la conquista de California.
- 1868: frente a las costas de Tacna (Perú), a las 16:45 hora local sucede un terremoto de magnitud 9,0 en la escala de magnitud de momento, que deja más de 25 000 víctimas. (Ver Terremoto de Arica y el artículo sobre la destrucción de la ciudad de Moquegua).
- 1905: en Noruega y Suecia se realiza un plebiscito por el cual se decide la separación de ambos países.
- 1913: Harry Brearley inventa el acero inoxidable.
- 1914: firma de los Tratados de Teoloyucan.
- 1917: en España como consecuencia de la huelga de ferroviarios de Valencia, tras su expansión a otras provincias, se declara la huelga general en España de 1917.
- 1917: en Fátima son capturados los 3 videntes de las apariciones marianas camino al encuentro con la Virgen, se reportan fenómenos extraños en cova da iria
- 1920: en París, dos oficiales griegos atentan contra el presidente griego Eleutherios Venizelos.
- 1922: en Andalucía se funda el Real Jaén CF.
- 1924: en Marruecos, en las zonas invadidas por tropas españolas y francesas, se inicia la rebelión nacionalista del líder rifeño Abd el-Krim, hasta 1927.
- 1940: en Gran Bretaña comienza la ofensiva aérea alemana.
- 1940: en una casa de La Baule-les-Pins, junto a Nantes, Francia, agentes alemanes detienen al president de la Generalidad de Cataluña, Lluís Companys.
- 1942: en los Estados Unidos se estrena el clásico de Disney Bambi
- 1949: en Bojacá (Colombia) se estrella un Douglas DC-3 de la aerolínea colombiana Saeta. Mueren los 32 ocupantes de la aeronave.
- 1960: la República Centroafricana se independiza de Francia.
- 1961: en Alemania ―en el marco de la Guerra Fría―, el ejército de la RDA (República Democrática Alemana) comienza la construcción del muro de Berlín.
- 1963: en Madrid (España), la dictadura franquista condena a muerte a Francisco Granados y Joaquín Delgado, anarquistas acusados de realizar los atentados del  29 de julio.
- 1963: en Buenos Aires (Argentina), un grupo comando de la Juventud Peronista ingresa al Museo Histórico Nacional y se apropia del sable del general José de San Martín.
- 1968: en Varkiza (Atenas) Alexandros Panagoulis intenta asesinar al dictador G. Papadopoulos.
- 1969: en California (Estados Unidos) tienen lugar los funerales de Sharon Tate, Jay Sebring, Abigail Folger y Steven Parent, cuatro de las víctimas de los asesinatos Manson.
- 1973: en La Coruña (España) fallecen los 85 ocupantes de un avión de la compañía Aviaco, tras precipitarse este a tierra al tratar de aterrizar entre una densa niebla.
- 1975: en Topeka (Kansas) se funda la Organización Internacional de Zurdos.
- 1978: en Beirut (Líbano), un atentado con bomba en un edificio que alberga organizaciones palestinas causa la muerte a más de 175 personas.
- 1987: en los Estados Unidos, el presidente Ronald Reagan asume la responsabilidad del escándalo Irán-Contra.
- 1991: el nadador español Martín López-Zubero bate el récord del mundo de los 200 metros espalda, con un registro de 1 min 57,3 s.
- 1991: el grupo Metallica publica su disco homónimo.
- 1993: el papa Juan Pablo II visita Estados Unidos.
- 1996: en Francia detienen al asesino en serie Marc Dutroux, a su esposa Michelle Martin y a su cómplice Michel Lelièvre.
- 1997: en los Estados Unidos se estrena la exitosa serie de dibujos animados South Park.
- 1999: es asesinado el periodista, humorista y activista colombiano Jaime Garzón.
- 2001: en Gelsenkirchen (Alemania) se inaugura el Veltins-Arena (estadio del FC Schalke 04).
- 2004: en Atenas (Grecia), inician los XXVIII Juegos Olímpicos.
- 2008: en Buenos Aires (Argentina), el futbolista Martín Palermo alcanza a Francisco Varallo como máximo goleador de Boca Juniors durante el profesionalismo con 194 goles.
- 2013: en Colombia se produce un sismo de mediana magnitud 6,5-6,8.
- 2014: El club argentino San Lorenzo de Almagro obtiene por primera vez en su historia la Copa Libertadores de América
- 2016: en los Juegos Olímpicos de Río de Janeiro 2016, el nadador estadounidense Michael Phelps gana su vigésimo tercera medalla de oro y vigésimo octava medalla olímpica en total, consolidándose así como el máximo campeón olímpico, el mayor medallista en la historia de los Juegos Olímpicos y el mejor nadador de todos los tiempos.
- 2022: La ola de calor en España deja los registros de temperatura máxima más altos de la historia en Alicante, Almería, Ibiza y Palma y de mínimas más altas en Alicante, Menorca, Castellón, Murcia, Valencia y Zaragoza[1]
- 2023: Javier Milei, del partido La Libertad Avanza, obtuvo el 30.04% de los votos en las elecciones PASO.

## Nacimientos
- 1311: Alfonso XI de Castilla, rey castellano, llamado «el Justiciero» (f. 1350).
- 1614: Augusto de Sajonia, aristócrata alemán (f. 1680).
- 1516: Hieronymus Wolf, historiador y humanista alemán (f. 1580).
- 1567: Samuel de Champlain, explorador francés (f. 1635).
- 1625: Rasmus Bartholin, médico y científico danés (f. 1698).
- 1670: Zheng Keshuang, último rey de Tungning, en Taiwán (f. 1707)
- 1700: Heinrich von Brühl, estadista alemán (f. 1763).
- 1710: Andrés Luis López-Pacheco y Osorio, aristócrata español (f. 1746).
- 1743: María Isabel de Habsburgo-Lorena, aristócrata austriaca (f. 1808).
- 1752: María Carolina de Austria, aristócrata austriaca (f. 1814).
- 1755: Hipólito Unanue, médico y político peruano (f. 1833).
- 1757: James Gillray, caricaturista y grabador británico (f. 1815).
- 1762: Théroigne de Méricourt, política y feminista francesa (f. 1817).
- 1772: Johann Georg Lahner, carnicero y cocinero alemán (f. 1845).
- 1792: Adelaida de Sajonia-Meiningen, reina británica (f. 1849).
- 1797: Casiano de Prado, ingeniero y geólogo español (f. 1866).
- 1803: Vladimir Odoevsky, filósofo y escritor ruso (f. 1869).
- 1814: Anders Jonas Ångström, físico y astrónomo sueco (f. 1874).
- 1818: Lucy Stone, sufragista y abolicionista estadounidense (f. 1893).
- 1819: Aurelio Saffi, político y patriota italiano (f. 1890).
- 1819: George Gabriel Stokes, matemático y físico irlandés (f. 1903).
- 1820: George Grove, escritor sobre música y editor británico (f. 1900).
- 1844: Friedrich Miescher, biólogo suizo (f. 1895).
- 1851: Felix Adler, intelectual judío germanoestadounidense (f. 1933).
- 1857: Daniel Carrión, estudiante peruano, mártir de la Medicina (f. 1885).
- 1857: Henri Pittier, ingeniero, geógrafo, naturalista y botánico suizo-venezolano (f. 1950).
- 1860: Annie Oakley, tiradora y cazadora estadounidense (f. 1926).
- 1866: Giovanni Agnelli, empresario y senador italiano, fundador de Fiat (f. 1945).
- 1869: Tony Garnier, arquitecto y urbanista francés (f. 1948).
- 1871: Karl Liebknecht, dirigente socialista alemán (f. 1919).
- 1872: Richard Willstätter, químico alemán, premio nobel de química en 1915 (f. 1942).
- 1873: Christian Rakovski, revolucionario búlgaro-rumano (f. 1941).
- 1879: John Ireland, compositor británico (f. 1962).
- 1883: Edwin Sutherland, sociólogo estadounidense (f. 1950).
- 1888: John Logie Baird, inventor británico del primer televisor (f. 1946).
- 1890: Li Zongren, militar y político chino (f. 1969)
- 1891: Assar Gabrielsson, empresario sueco, fundador de AB Volvo (f. 1962).
- 1893: Alcibiade Diamandi, político griego (f. 1948).
- 1894: Paul Blobel, militar alemán (f. 1951).
- 1895: Bert Lahr, actor cómico estadounidense (f. 1967).
- 1896: Rudolf Schmundt, militar alemán (f. 1944).
- 1897: Cassiano Branco, arquitecto portugués (f. 1970).
- 1898: Jean Borotra, tenista francés (f. 1994).
- 1898: Blas Pérez González, jurista y político español (f. 1978).
- 1899: Alfred Hitchcock, cineasta británico (f. 1980).
- 1902: Felix Wankel, ingeniero alemán, inventor del motor rotativo Wankel (f. 1988).
- 1904: Florencio Escardó, médico argentino (f. 1992).
- 1907: Emilio Sereni, periodista, partisano y político italiano (f. 1977).
- 1908: Gene Raymond, actor estadounidense (f. 1998).
- 1909: Charles Williams, escritor estadounidense (f. 1975).
- 1910: Antonio Espino y Mora "Clavillazo", actor mexicano (f. 1993).
- 1911: Isabel de Orleáns-Braganza, aristócrata francesa (f. 2003).
- 1911: Johannes Prassek, religioso alemán (f. 1943).
- 1912: Ben Hogan, golfista estadounidense (f. 1997).
- 1912: Salvador Edward Luria, biólogo italiano premio nobel de fisiología o medicina en 1969 (f. 1991).
- 1913: Richard Stone, economista británico, Premio en Ciencias Económicas en memoria de Alfred Nobel en 1984 (f. 1991).
- 1913: Makarios III, líder grecochipriota, arzobispo de la Iglesia ortodoxa y presidente de Chipre (f. 1977).
- 1913: Antoni Bonet i Castellana, arquitecto español, urbanista, diseñador (f. 1989).
- 1914: Luis Mariano, cantante y actor español (f. 1970).
- 1914: Antonio Badú, actor y cantante mexicano (f. 1993).
- 1917: Rafael Moreno Valle, médico y político mexicano (f. 2016).
- 1918: Frederick Sanger, químico británico, premio nobel de química en 1958 y 1980 (f. 2012).
- 1919: George Shearing, pianista y compositor británico de jazz (f. 2011).
- 1920: Neville Brand, actor estadounidense (f. 1992).
- 1921: Raúl Matas, periodista chileno (f. 2004).
- 1923: Carlos Cortez, artista anarquista estadodunidense (f. 2005).
- 1924: Antonio Alegre, dirigente deportivo argentino (f. 2010).
- 1924: Meta Velander, actriz sueca (f. 2025).
- 1925: José Sazatornil, actor español (f. 2015)
- 1925: Carlitos Balá, actor cómico argentino (f. 2022).
- 1925: José Alfredo Martínez de Hoz, economista argentino durante la dictadura (f. 2013).
- 1926: Fidel Castro, revolucionario y mandatario cubano (f. 2016).
- 1926: Manuel Rodríguez Barros, ciclista español (f. 1997).
- 1930: Tomás Borge, político, revolucionario, poeta y escritor nicaragüense (f. 2012).
- 1930: Bernard Manning, cómico británico (f. 2007).
- 1931: Eduardo Madeo, cantante argentino, del grupo Los Fronterizos (f. 2013).
- 1939: Rolo Puente, actor argentino (f. 2011).
- 1940: Juan Vital Sourrouille, economista y político argentino (f. 2021).
- 1941: Dante Grela, compositor argentino de música contemporánea.
- 1941: Ambrogio Fogar, navegante, explorador, escritor y piloto de rally italiano (f. 2005).
- 1941: Hissène Habré, político chadiano, presidente de Chad entre 1982 y 1990 (f. 2021).
- 1943: Walter Villa, piloto de motociclismo italiano (f. 2002).
- 1943: Roberto Micheletti, político hondureño.
- 1944: Divina Galica, deportista y piloto británica de Fórmula 1.
- 1944: Mario Mactas, periodista y escritor argentino.
- 1944: Manuel Ruiz de Lopera, empresario español, 34.º presidente del club de fútbol Real Betis (f. 2024).
- 1946: Hipólito Reyes Larios, arzobispo mexicano (f. 2021).
- 1946: Janet Yellen, economista estadounidense.
- 1947: Juan Antonio Barranco Gallardo, político español.
- 1948: Kathleen Battle, soprano estadounidense.
- 1949: Begoña San José, feminista española.
- 1950: Marián Masný, futbolista eslovaco.
- 1951: Luis Miguel Santillana, baloncestista español.
- 1952: Herb Ritts, fotógrafo estadounidense (f. 2002).
- 1953: Carmen Posadas, escritora española.
- 1954: Dionisio Cabal, cantautor, escritor e investigador de cultura costarricense (f. 2021).
- 1954: Gloria La Riva, política estadounidense vinculada al Partido Socialismo y Liberación.
- 1955: Paul Greengrass, cineasta británico.
- 1956: Bruno Giordano, futbolista y entrenador italiano.
- 1958: Feargal Sharkey, cantante irlandés de la banda The Undertones.
- 1958: Domenico Dolce, diseñador de moda italiano.
- 1959: Claudio Morgado, actor, conductor de televisión y político argentino.
- 1959: Thomas Ravelli, futbolista sueco.
- 1959: Antonio Marín Lara, abogado y político español (f. 2019).
- 1960: Claudio María Domínguez, periodista y conductor de televisión argentino.
- 1960: Kōji Kondō, compositor japonés.
- 1960: Phil Taylor, jugador de dardos británico.
- 1962: Gracia Querejeta, cineasta española.
- 1962: Manuel Valls, político francés de origen español, primer ministro de Francia.
- 1962: John Slattery, actor estadounidense.
- 1963: Sridevi, actriz india (f. 2018)
- 1965: Jorge Perugorría, actor cubano.
- 1966: Miguel Miranda, futbolista y entrenador peruano (f. 2021).
- 1967: Alberto Cereijo, músico gallego de rock, de la banda Los Suaves.
- 1970: Alan Shearer, futbolista británico.
- 1970: Pedro Roma, futbolista portugués.
- 1971: Moritz Bleibtreu, actor alemán.
- 1971: Luiz Carlos Guarnieri, futbolista brasileño.
- 1972: Leo Mattioli, cantante argentino (f. 2011).
- 1973: Esmail Halali, futbolista y entrenador iraní.
- 1974: Sam Endicott, compositor, multinstrumentista, actor y director estadounidense, de la banda The Bravery.
- 1974: Masato Harasaki, futbolista japonés.
- 1975: Kléber Pereira, futbolista brasileño.
- 1975: Laura Ferretti, actriz argentina.
- 1976: Nicolás Lapentti, tenista ecuatoriano.
- 1976: Laureano Tombolini, arquero argentino.
- 1976: Roddy Woomble, vocalista escocés, de la banda Idlewild.
- 1977: Aarón Padilla, futbolista mexicano.
- 1977: Natacha Jaitt, modelo, actriz, vedette, trabajadora sexual, guionista  y conductora argentina (f. 2019).
- 1979: Kasia Smutniak, modelo y actriz polaca.
- 1979: Román Colón, beisbolista dominicano.
- 1980: Álex González, actor español.
- 1980: Adiel de Oliveira Amorim, futbolista brasileño.
- 1980: Michał Ignerski, baloncestista polaco.
- 1980: Egoitz Jaio, futbolista español.
- 1981: Marco Pisano, futbolista italiano.
- 1981: Eva Montesdeoca, baloncestista española.
- 1981: Daniel Deußer, jinete alemán.

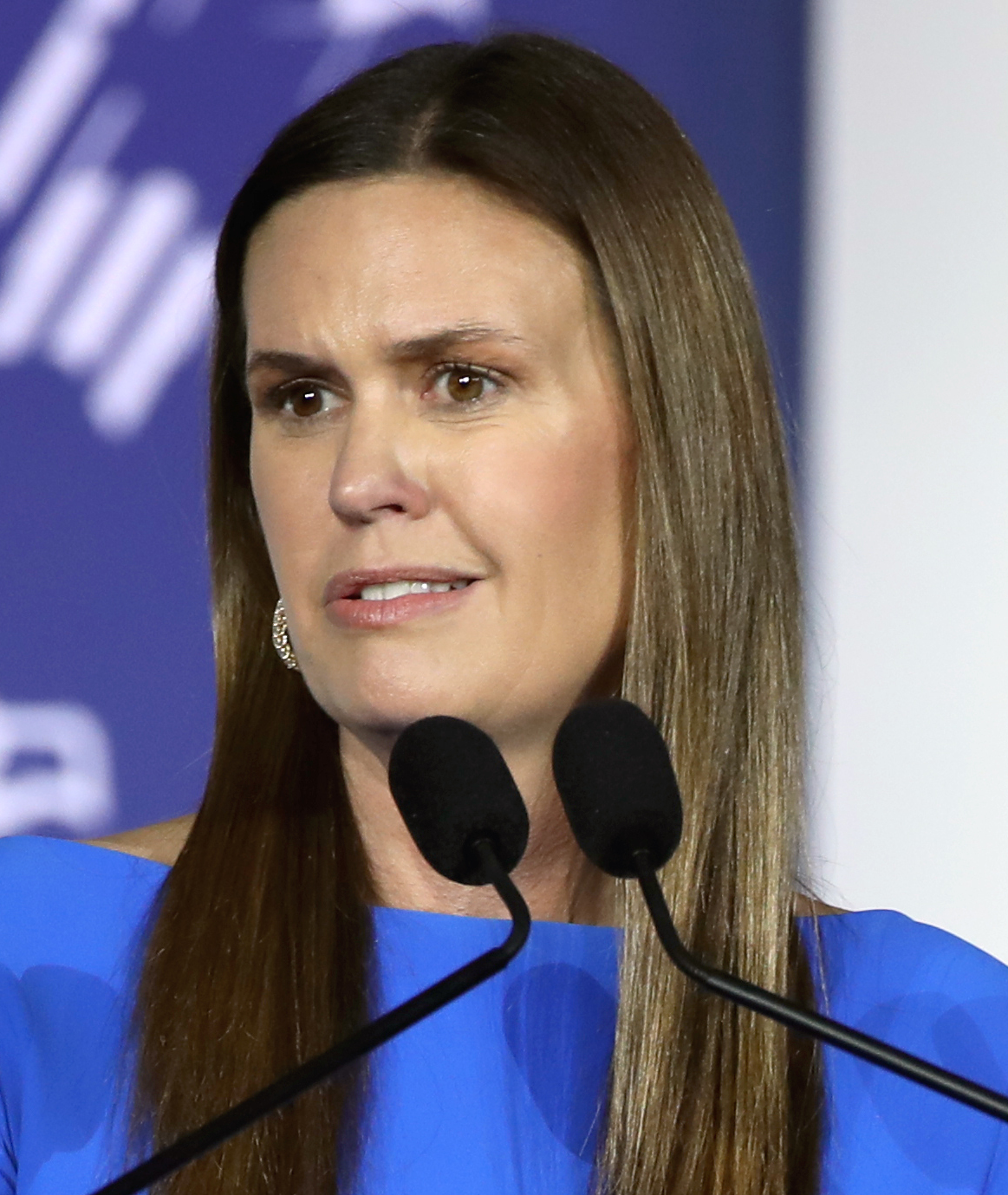
Sarah Huckabee Sanders

- 1982: Sebastian Stan, actor estadounidense.
- 1982: Sarah Huckabee Sanders, política estadounidense, Gobernadora de Arkansas desde 2023.
- 1982: Gary McSheffrey, futbolista inglés.
- 1983: Ľubomír Michalík, futbolista eslovaco.
- 1983: Diego Cervero, futbolista español.
- 1983: Randall Brenes, futbolista costarricense.
- 1984: Niko Kranjčar, futbolista croata.
- 1984: Alona Bondarenko, tenista ucraniana.
- 1984: Heath Pearce, futbolista estadounidense.
- 1985: Mattia Pasini, piloto de motociclismo italiano.
- 1985: Dominic Oduro, futbolista ghanés.
- 1986: Stanko Barać, baloncestista croata.
- 1986: Natalia Haurylenka, remera bielorrusa.
- 1986: Tsubasa Oya, futbolista japonés.
- 1987: Allie Long, futbolista estadounidense.
- 1987: Abdullah Al-Zori, futbolista saudí.
- 1988: MØ, cantante danesa.
- 1988: Michael Williams Castillo, futbolista hondureño.
- 1989: Tomáš Necid, futbolista checo.
- 1989: Matteo Trevisan, tenista italiano.
- 1989: Davide Cimolai, ciclista italiano.
- 1990: DeMarcus Cousins, baloncestista estadounidense.
- 1990: Sae Miyazawa, actriz y cantante japonesa, de las bandas SKE48 y SNH48.
- 1990: Shila Amzah, cantante, bailarina y actriz malaya.
- 1990: Benjamin Stambouli, futbolista francés.
- 1991: Yahya Dagriri, futbolista saudí.
- 1991: Nekane Díez, futbolista española.
- 1991: Paweł Wiesiołek, atleta polaco.
- 1992: Bárbara López, actriz mexicana.
- 1992: Lucas Moura, futbolista brasileño.
- 1992: Katrina Gorry, futbolista australiana.
- 1992: Damien Howson, ciclista australiano.
- 1992: Junior Benjamin, futbolista antiguano.
- 1992: Collins Fai, futbolista camerunés.
- 1993: Luca Pacioni, ciclista italiano.
- 1993: Georgia Perry, remera neozelandesa.
- 1993: Elvis Manu, futbolista neerlandés.
- 1993: Kumi Yokoyama, futbolista japonés.
- 1993: Jung Yi-seo, actriz surcoreana.
- 1994: Andrea Meza, modelo mexicana.
- 1994: Allan Morante, gimnasta de trampolín francés.
- 1994: Kimi Goetz, patinadora de velocidad sobre hielo estadounidense.
- 1994: Joaquín Correa, futbolista argentino.
- 1994: Filip Forsberg, jugador de hockey sobre hielo sueco.
- 1995: Katikig Jiménez, futbolista argentino.
- 1995: Pieter Gerkens, futbolista belga.
- 1995: Presnel Kimpembe, futbolista francés.
- 1995: Ibrahima Sy, futbolista senegalés.
- 1996: Álvaro Rico, actor español.
- 1996: Taylor Lawrence, piloto de bobsleigh británico.
- 1996: Simon Banza, futbolista francés.
- 1996: Saša Lukić, futbolista serbio.
- 1997: Pol Lirola, futbolista español.
- 1997: José Ortega Soriano, baloncestista español.
- 1997: Yeo Jin-goo, actor surcoreano.
- 1997: Saskia Feige, atleta alemana.
- 1997: Daniel Matsuzaka, futbolista japonés.
- 1997: Zach Jackson, baloncestista estadounidense.
- 1997: Miguel Ángel Benítez Guayuan, futbolista paraguayo.
- 1997: Kyle Capobianco, jugador de hockey sobre hielo canadiense.
- 1997: Nikolay Minkov, futbolista búlgaro.
- 1997: Irfan Fandi, futbolista singapurense.
- 1998: Ángela Torres, actriz y cantante argentina.
- 1998: Francisco Cerúndolo, tenista argentino
- 1998: Dimitris Nikolaou, futbolista griego.
- 1998: Lisa Ajax, cantante sueca.
- 1998: Connor Fitzpatrick, piragüista canadiense.
- 1999: Corey Fogelmanis, actor estadounidense.
- 1999: Riqui Puig, futbolista español.
- 1999: Eziyoda Magbegor, baloncestista australiana.
- 1999: Anja Veterova, cantante macedonia.
- 1999: John C, cantante argentino.
- 1999: Diego Hernández, futbolista mexicano.
- 1999: Esteban Valencia Reyes, futbolista chileno.
- 1999: Nökkvi Þeyr Þórisson, futbolista islandés.
- 1999: Guillermo Hermoso de Mendoza, rejoneador español.
- 1999: Raz Shlomo, futbolista israelí.
- 1999: Patrick Queen, jugador de fútbol americano estadounidense.
- 2000: Jaemin, cantautor, rapero y bailarín surcoreano.
- 2000: Jordan Díaz, beisbolista colombiano.
- 2000: Satwiksairaj Rankireddy, jugador de bádminton indio.
- 2000: Tomáš Čvančara, futbolista checo.
- 2000: Sacha Lotrian, rugbista francés.
- 2000: Hirzi Zulfaqar Mahzan, futbolista indonesio.
- 2000: Rasheed Broadbell, atleta jamaicano.
- 2001: Devid Eugene Bouah, futbolista italiano.
- 2001: Daniyar Shamshayev, yudoca kazajo.
- 2001: Lars Boven, ciclista neerlandés.
- 2002: Koshiro Sumi, futbolista japonés.
- 2002: Satoshi Tanaka, futbolista japonés.
- 2003: Diego Martín Pérez, futbolista español.
- 2006: Ace Bailey, baloncestista estadounidense.

## Fallecimientos
- 1826: René Laënnec, médico francés (n. 1781).
- 1863: Eugène Delacroix, pintor romántico francés (n. 1798).
- 1865: Ignacio Felipe Semmelweis, ginecólogo húngaro (n. 1818).
- 1896: John Everett Millais, pintor e ilustrador británico (n. 1829).
- 1910: Florence Nightingale, enfermera británica (n. 1820).
- 1912: Jules Massenet, compositor francés (n. 1842).
- 1913: August Bebel, político socialdemócrata alemán (n. 1840).
- 1917: Eduard Buchner, químico alemán, premio nobel de química en 1907 (n. 1860)
- 1924: Julián Aguirre, compositor argentino (n. 1868).
- 1929: Eusebius Mandyczewski, compositor y musicólogo austriaco (n. 1857).
- 1934: Ignacio Sánchez Mejías, torero español (n. 1891).
- 1935: Léonce Perret, actor y cineasta francés (n. 1880).
- 1942: Jorge Cuesta, químico y escritor mexicano (n. 1903).
- 1944: David Kammerer (32), estudiante universitario (n. 1911) cuyo asesinato cohesionó a la Generación Beat.[2]
- 1946: Clemente Palma, escritor peruano (n. 1872).
- 1946: H. G. Wells, escritor británico de ciencia ficción (n. 1866).
- 1952: Wilm Hosenfeld, oficial alemán de la Segunda Guerra Mundial, nombrado Justo entre las Naciones (n. 1895).
- 1961: Mario Sironi, pintor italiano (n. 1885).
- 1965: Hayato Ikeda, político japonés, primer ministro entre 1960 y 1964 (n. 1899).
- 1967: Jane Darwell, actriz estadounidense (n. 1879).
- 1971: King Curtis, saxofonista estadounidense (n. 1934).
- 1975: Murilo Mendes, escritor brasileño (n. 1901).
- 1981: José Baviera, actor español (n. 1906).
- 1984: Tigrán Petrosián, ajedrecista armenio (n. 1929).
- 1989: Hugo del Carril, cantante de tango y cineasta argentino (n. 1912).
- 1990: Alejandro Otero, pintor y escultor venezolano (n. 1921).
- 1994: Manfred Wörner, político y diplomático alemán, secretario de la OTAN entre 1988 y 1994 (n. 1934).
- 1995: Mickey Mantle, beisbolista estadounidense (n. 1931).
- 1996: António de Spínola, militar y político portugués (n. 1910).
- 1996: David Tudor, compositor estadounidense (n. 1926).
- 1998: Julien Green, escritor francés (n. 1900).
- 1999: Jaime Garzón, abogado y humorista satírico colombiano (n. 1960).
- 2000: Nazia Hassan (35), cantante y actriz pakistaní (n. 1965).
- 2001: Manuel Alvar, filólogo y académico español (n. 1923).
- 2002: Gonzalo Payo, político, geógrafo, topógrafo y matemático español (n. 1931).
- 2005: Lakshman Kadirgamar, político ceilandés (n. 1932).
- 2005: Chris Tolos, luchador profesional estadounidense (n. 1929).
- 2007: Brian Adams, luchador profesional estadounidense (n. 1963).
- 2007: Yone Minagawa (114 años y 221 días), mujer japonesa, considerada la persona más longeva del mundo desde el 28 de enero de 2007 hasta su muerte (n. 1893).[3]
- 2010: Lance Cade (29), luchador estadounidense (n. 1981).
- 2010: Mario Gavilán, periodista argentino (n. 1940).
- 2011: Chris Lawrence, piloto de automovilismo británico (n. 1933).
- 2013: Lothar Bisky, político alemán (n. 1941).
- 2014: Columba Domínguez, actriz mexicana (n. 1929).
- 2016: Kenny Baker, actor británico, dio vida a R2 D2 en la saga de Star Wars (n. 1934).
- 2017: Joseph Bologna, actor estadounidense (n. 1934).
- 2019:Cecilia Caballero Blanco, fue una primera dama de Colombia, esposa del presidente Alfonso López Michelsen.(n. 1913).
- 2020: Darío Vivas, político venezolano (n. 1950).
- 2020: Osvaldo Wehbe, relator y periodista de fútbol argentino (n. 1957).
- 2021: Carlos Ardila Lülle, empresario e industrial colombianofundador y el dueño de la Organización Ardila Lülle.(n. 1930).
- 2021: Nanci Griffith, cantante y guitarrista de country estadounidense (n. 1953).
- 2021: Carmen Morales (81), actriz cómica argentina de cine, teatro y televisión (n. 1939).
- 2021: Pil Trafa (62), músico argentino (n. 1959).
- 2022: Rodolfo Bebán (84), actor y director de teatro argentino (n. 1938)

## Celebraciones
- Día Internacional de los Zurdos.[4]
También conocido como Día Internacional de la Zurdera o Día internacional de las Personas Zurdas.

Ecología
- Día Internacional del Armadillo.[5]

- Día Internacional del Lobo.

 Por países
(Por orden alfabético)
- Argentina: 
  - Día de la Creación de la Academia Argentina de Letras (AAL).[6]
Es una institución responsable del estudio y el asesoramiento del uso del idioma español en la República Argentina.[7] Establecida el 13 de agosto de 1931 en Buenos Aires.[8]

- Colombia: 
  - Día del Humorista.
  - Día Nacional de las Organizaciones Ecológicas y Ambientales.

- México: 
  - Día del Profesionista.
- 🇨🇱 Chile: Día de la chorrillana.

### Paganismo
- Diosa Hécate (o Hékate) en la mitología griega, la brujería, el paganismo, neopaganismo y helenismo.
- Diosa romana Diana ó Artemisa en la mitología griega.[9]

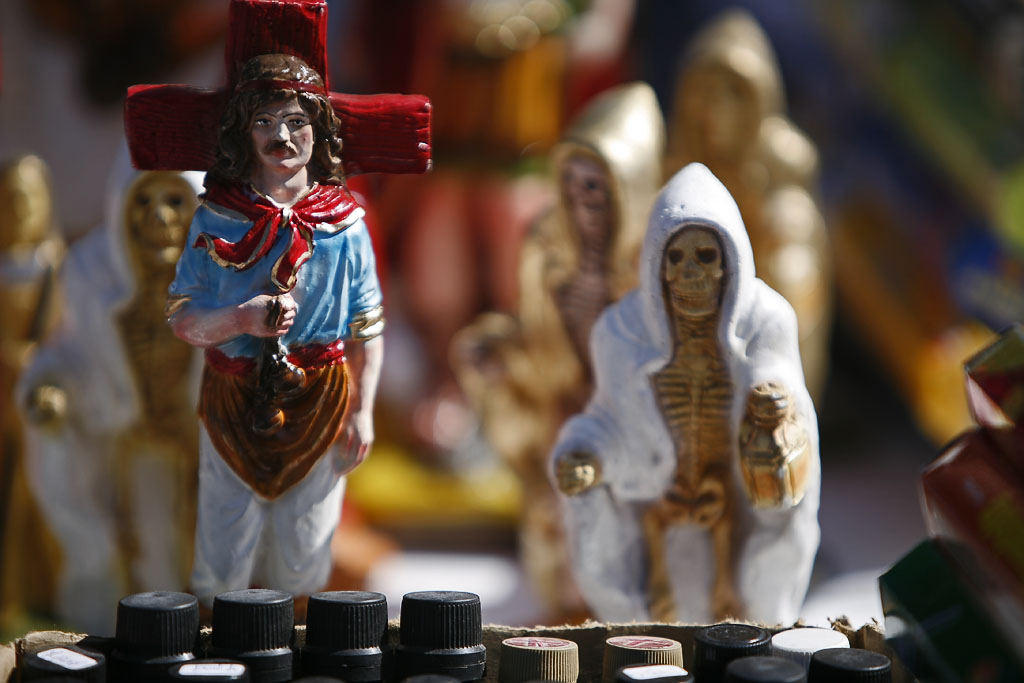
Estatuas de Gauchito Gil y San La Muerte.

 Por países
(Por orden alfabético)
- Argentina: 
  -  Corrientes y  Misiones: 
    - San La Muerte.[10](imagen ilustrativa).
Es un santo pagano de origen guaraní. Se lo conoce también como “Señor de la Buena Muerte” y “Señor La Muerte”. Sus devotos lo «jerarquizan» como el más poderoso de todo el santoral profano regional argentino.

- Brasil: 
  - San La Muerte.
En el sur de Brasil, estados de Paraná, Santa Catarina y Río Grande del Sur.

- Paraguay:
  - San La Muerte.
Es un santo popular venerado y cuyo culto se encuentra en este país.

- Uruguay:
  - San La Muerte.
El litoral norte del Uruguay, departamentos Salto y Artigas.

### Santoral católico

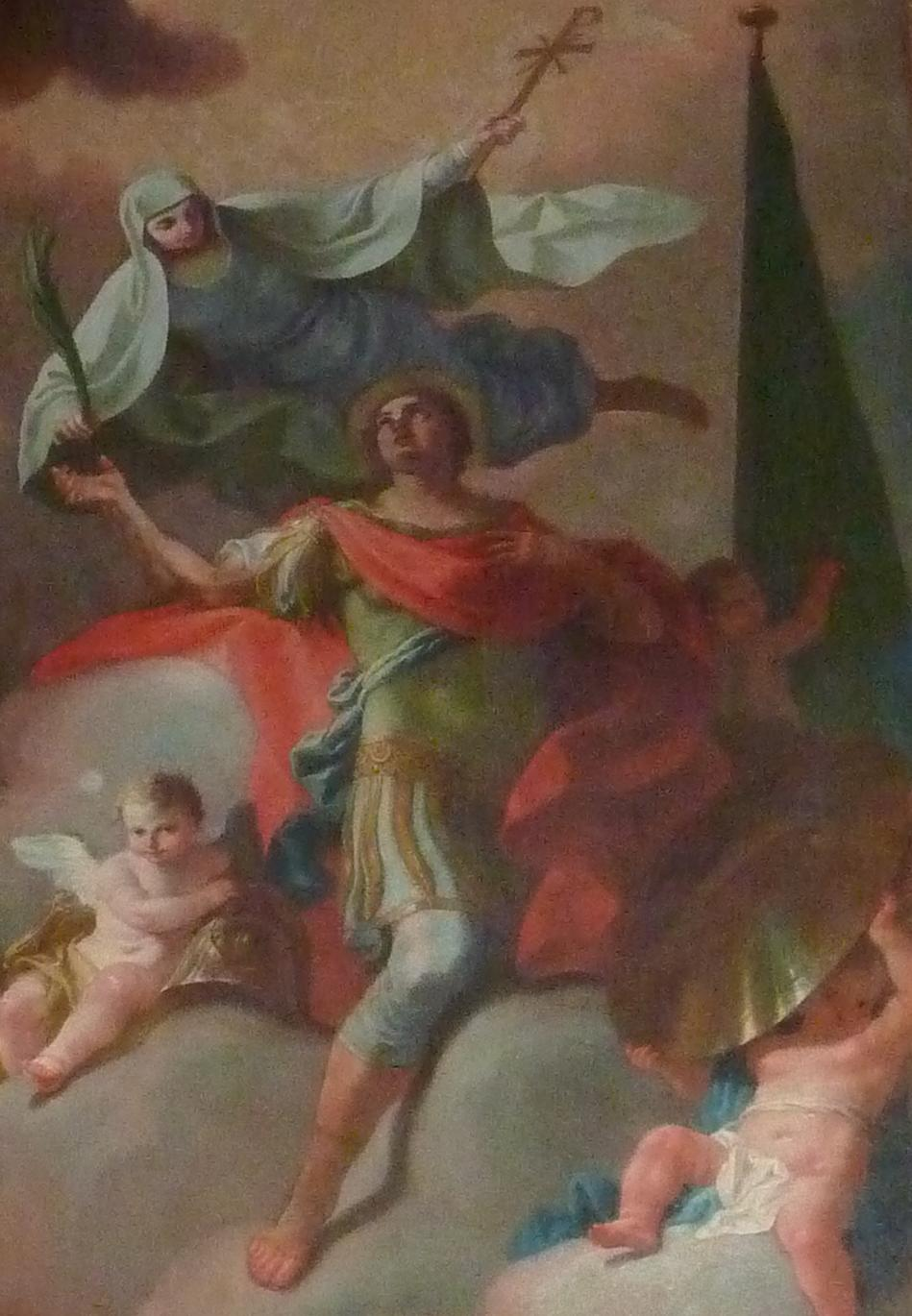
Imagen de San Hipólito asistido de dos Ángeles y de la Virgen María.

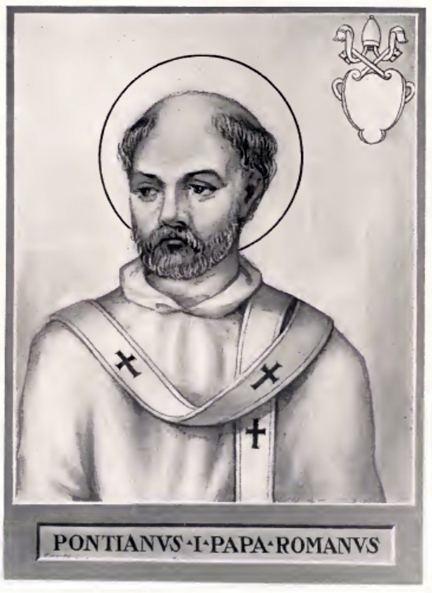
Imagen de San Ponciano, 18.º papa de la Iglesia católica entre el 21 de julio de 230 y el 28 de septiembre de 235.

Celebración del día: San Hipólito.(imagen ilustrativa).
- San Ponciano, papa.[11](imagen ilustrativa).
- Nuestra Señora, Refugio de los pecadores.
- San Anastasio el monje.
- San Anastasio el sacerdote.
- San Antíoco de Lyon.[11]
- San Benildo.
- San Casiano de Imola.[11]
- San Casiano de Todi.
- Santa Concordia.
- Santa Gertrudis de Altenberg.[11]
- Santa Helena de Burgos.
- San Herulph.
- Santa Irene de Hungría.
- San Juan Berchmans.
- San Junian of Mairé.
- San Ludolph.
- San Máximo el Confesor.
- San Nerses.
- San Radegundo.
- Santa Radegunda.[11]
- San Vigberto.[11]
- San Zuentiboldo.

- Beatos Connor O’Rourke y Patrick O’Healy.
- Beato Guillermo Freeman.[11]
- Beato Jacobo Gapp.[11]
- Beato Josep Tàpies Sirvant y seis compañeros.
- Beato Juan Agramunt.
- Beato Marcos de Aviano Cristofori.
- Beato Modesto García Martí.
- Beato Pierre Gabilhaud.
- Beato Simón de Lara.

 Por países
(Por orden alfabético)
- España:
  - Elche: Nit de l'Albà.
  - Cocentaina: Fiesta patronal en honor de san Hipólito Mártir.
  - Puenteceso, La Coruña: Fiesta de la Barquiña.[12]
  - Agosto: da inicio la semana de festejos en honor de san Roque. Desfiles, verbenas, procesión y danzas.[13]
  - San Hipólito de Voltregá (Barcelona): fiestas patronales en honor a san Hipólito Mártir.
  - Cabezón de la Sal (Cantabria): fiesta patronal en honor de Nuestra Señora de la Virgen del Campo y de San Martín.[14][15]
  - Chiva de Morella (Castellón): Traslado de la Maredéu del Roser, realizado cada 5 años.
  - Fuencaliente (La Palma): Fiesta de la Carrera de Duelas.[16]
  - Almendralejo (Badajoz): Dan comienzo las Fiestas de Ntra Sra. de la Piedad y Feria de la Vendimia.[17]